# ダーウィンガエル科
ダーウィンガエル科(Rhinodermatidae)は、南アメリカ大陸南西岸で見られる小型のカエルが属する科である。ハナガエル属(Rhinoderma)のみの単型で、どちらも絶滅の可能性が高いChile Darwin's Frog(R. rufum)とダーウィンハナガエル(R. darwinii)の2種が存在する。
どちらの種も、オタマジャクシがオスの口の中で育つという珍しい子育てを行うことで知られている。卵は地上に生まれ、オスは鳴嚢の中にオタマジャクシを移動させる。Chile Darwin's Frogではオタマジャクシは水源まで運ばれそこで育つのに対し、ダーウィンハナガエルでは変態までオスの口の中に留まる。オスの口の中で育つのは、5匹から15匹程度である。ダーウィンガエル科は、カエルではユニークなこの行動適応のみをもって、他の科から区別されている。
ダーウィンガエル科のカエルは小型で、体長約3cmにしかならない。体はおおよそ緑色で、茶色の斑点を持ち、鼻は細長い。主に地上で行動する。